# Pipiza cribbeni
Pipiza cribbeni är en tvåvingeart som beskrevs av Coovert 1996. Pipiza cribbeni ingår i släktet gallblomflugor, och familjen blomflugor.
Artens utbredningsområde är Indiana. Inga underarter finns listade i Catalogue of Life.